# حسن زهران
حسن زهران (انگلیسی: Hassan Zahran؛ زادهٔ ۷ ژوئن ۱۹۸۵) بازیکن فوتبال اهل امارات متحده عربی است.